# Чемпионат России по лыжным гонкам 2015
Чемпионат России по лыжным гонкам 2015 проводился Федерацией Лыжных Гонок России с 21 марта по 14 апреля 2015 года. И состоял из трёх этапов- первый этап с проходил 21 по 29 марта в центре лыжной и горнолыжной подготовки «Малиновка» около деревни Кононовская Архангельской области. Второй этап прошёл одной женской гонкой на 50 км, гонка прошла в Апатитах. Третий этап прошёл одной мужской гонкой на 70 км, гонка прошла в Мончегорске.

## Результаты

### Мужчины
| Дисциплина                        | Дата      | Золото                                                                       | Серебро                                                                        | Бронза                                                     |
| Скиатлон 30 км                    | 21 марта  | Константин Главатских Удмуртия                                               | / Пётр Седов Московская область/Нижегородская область                          | / Рауль Шакирзянов Мордовия/Пермский край                  |
| Спринт свободным стилем           | 22 марта  | Андрей Парфёнов Тюменская область                                            | / Иван Анисимов Санкт-Петербург/Республика Коми                                | / Алексей Петухов Москва/Мордовия                          |
| 15 км свободным стилем            | 24 марта  | Сергей Устюгов ХМАО — Югра                                                   | Евгений Белов Тюменская область                                                | Андрей Ларьков Татарстан                                   |
| Командный спринт свободным стилем | 25 марта  | ХМАО — Югра Антон Гафаров Сергей Устюгов                                     | Коми Илья Семиков Ермил Вокуев                                                 | Тюменская область Глеб Ретивых Андрей Парфёнов             |
| Эстафета 4х10 км                  | 27 марта  | ХМАО — Югра Сергей Турышев Евгений Дементьев Александр Легков Сергей Устюгов | Красноярский край Артём Жмурко Андрей Феллер Андрей Кальсин Андрей Мельниченко | Коми Алексей Виценко Илья Семиков Иван Артеев Ермил Вокуев |
| 50 км свободным стилем, масстарт  | 29 марта  | / Александр Бессмертных Московская область/Кемеровская область               | Илья Семиков Республика Коми                                                   | Константин Главатских Удмуртия                             |
| 70 км свободным стилем, масстарт  | 12 апреля | Андрей Ларьков Татарстан                                                     | / Рауль Шакирзянов Мордовия/Пермский край                                      | Константин Главатских Удмуртия                             |

### Женщины
| Дисциплина                           | Дата      | Золото                                                                  | Серебро                                                                        | Бронза                                                                           |
| Скиатлон 15 км                       | 21 марта  | Наталья Жукова Татарстан                                                | Юлия Чекалёва Вологодская область                                              | / Надежда Шуняева Иркутская область/Санкт-Петербург                              |
| Спринт свободным стилем              | 22 марта  | / Наталья Матвеева Москва/Рязанская область                             | Юлия Романова Москва                                                           | / Елена Соболева Новосибирская область/Ямало-Ненецкий АО                         |
| 10 км классическим стилем            | 24 марта  | Юлия Чекалёва Вологодская область                                       | Наталья Жукова Татарстан                                                       | Дарья Сторожилова Калужская область                                              |
| Командный спринт классическим стилем | 25 марта  | Москва Юлия Романова Наталья Матвеева                                   | Московская область Анна Поваляева Ольга Кузюкова                               | Удмуртия Ольга Сергеева Лилия Васильева                                          |
| Эстафета 4х5 км                      | 27 марта  | Москва Лали Кварацхелия Полина Ковалёва Ксения Малеванная Юлия Романова | Московская область Наталья Непряева Ольга Кузюкова Анна Поваляева Ирина Хазова | Татарстан Светлана Кузнецова Наталья Жукова Диляра Сабирзянова Анастасия Доценко |
| 30 км свободным стилем, масстарт     | 29 марта  | Дарья Сторожилова Калужская область                                     | Анастасия Власова Мурманская область                                           | Ксения Феллер Красноярский край                                                  |
| 50 км свободным стилем, масстарт     | 11 апреля | Лали Кварацхелия Москва                                                 | Виктория Мелина Республика Коми                                                | Дарья Сторожилова Калужская область                                              |